# Bang !
Pour les articles homonymes, voir Bang.
Bang ! est une revue de bandes dessinées française.
De sa création en 2003 par Casterman en partenariat avec Beaux Arts magazine, elle connaît diverses formules, avant de disparaître en décembre 2006.

## Première série
La première série de Bang !, publiée par Casterman en partenariat avec Beaux Arts magazine, connaît huit numéros, de janvier 2003 à novembre 2004. C'est une luxueuse revue de publication doublée d'une revue d'étude. Un numéro hors-série consacré au manga d'auteur est publié en octobre 2005.

## Deuxième série
La deuxième série, publiée en partenariat Les Inrockuptibles, paraît de mars 2005 à décembre 2006. Les trois premiers numéros sont des trimestriels thématiques (Manga, Sexe, Hugo Pratt). En septembre 2006, le numéro 4 présente une nouvelle formule, bimestrielle et plus axée sur la prépublication. Face au peu de succès rencontré, la publication cesse après le numéro 6 de décembre 2006.
Finalement, fin 2007, la société Médiabandes qui possède le titre annonce son souhait de s'en séparer et cherche un repreneur.

## Documentation

### Articles
- Didier Pasamonik, « Bang ! s’arrête ? », sur ActuaBD, 11 décembre 2006.

### Internet
- La section dédiée à Bang ! première série sur le site de Casterman.